# BRP Magat Salamat (PS-20)
USS Gayety (AM-239)
Le BRP Magat Salamat (PS-20) est une corvette de la marine philippine de la classe Miguel Malvar issue de la classe Admirable de dragueur de mines de l'US Navy construite pendant la Seconde Guerre mondiale.
Il porte le nom de Magat Sulamat (1550-1595), Rajah de Lakandula, ancien royaume des Philippines.

## Histoire
C'est l'ancien dragueur de mines USS Gayety (AM-239) mis en service le 23 septembre 1945 sur la côte japonaise. Il a été construit au chantier naval Winslow Marine Railway and Shipbuilding Company sur l'Île de Bainbridge dans l'État de Washington.
Il a servi dans l'US Navy de 1945 à 1954. Dès 1946, il est mis en réserve dans la Flotte atlantique de réserve Mothball Fleet en Californie. De 1951 a 1954 il sert de navire d'entrainement puis rejoint de nouveau la Flotte atlantique de réserve sous l'immatriculation MSF-239
Le 17 avril 1962, il a été transféré dans la marine de la République du Viêt Nam et renommé RVN Chi Lăng II (HQ-08).
Ensuite il a été acquis par la marine philippine le 5 avril 1976. Il a pris le nom de RPS Magat Salamat (PS-20) en étant reclassé corvette de patrouille le 7 février 1977. Il est renommé BRP Magat Salamat (PS-20), en juin 1980 et rejoint la flotte de patrouilleur de la force navale de Mindanao.
Il est retiré du service le 10 décembre 2021 avec l'autre dernier navire de sa classe .

## Classe Miguel Malvar
| Nom                   | N°    | Lancement        | Mise en service | Statut                                |
| --------------------- | ----- | ---------------- | --------------- | ------------------------------------- |
| BRP Datu Tupas        | PS-18 | 14 novembre 1943 | Novembre 1975   | Retiré du service                     |
| BRP Miguel Malvar     | PS-19 | 1er mars 1944    | Novembre 1975   | Retiré du service le 10 décembre 2021 |
| BRP Magat Salamat     | PS-20 | 19 mars 1944     | Novembre 1975   | Retiré du service le 10 décembre 2021 |
| BRP Sultan Kudarat    | PS-22 | 18 mai 1943      | Novembre 1975   | Retiré du service                     |
| BRP Datu Marikudo     | PS-23 | 18 mars 1944     | 5 avril 1976    | Retiré du service                     |
| BRP Cebu              | PS-28 | 10 novembre 1943 | Juillet 1948    | Retiré du service                     |
| BRP Negros Occidental | PS-29 | 24 février 1944  | Juillet 1948    | Retiré du service                     |
| RPS Leyte             | PS-30 | 20 juin 1944     | Juillet 1948    | Retiré du service                     |
| BRP Pangasinan        | PS-31 | 24 avril 1943    | Juillet 1948    | Retiré du service                     |
| BRP Iloilo            | PS-32 | 3 août 1943      | Juillet 1948    | Retiré du service                     |
| RPS Samar             | PS-33 | 20 novembre 1943 | 24 mai 1948     | Retiré du service                     |

### Note et référence
- (en) Cet article est partiellement ou en totalité issu de l’article de Wikipédia en anglais intitulé « BRP Magat Salamat (PS-20) » (voir la liste des auteurs).

1. ↑  https://newsinfo.inquirer.net/1526341/ph-navy-retires-2-ships-in-service-for-44-years